# گوهیئون
گوهیئون (به لاتین: Gohyeon) یک منطقهٔ مسکونی در کره جنوبی است که در Yeongnam واقع شده‌است. گوهیئون ۵٫۱۴ کیلومتر مربع مساحت و ۴۰٬۴۰۰ نفر جمعیت دارد.